# 영산선학대학교
영산선학대학교(靈山禪學大學校, Youngsan University of Son Studies)는 대한민국 전라남도 영광군의 사립 대학이다.

## 연혁

### 1927년~1962년
1927년 4월 1일, 현재의 캠퍼스 일대(당시 일제강점기 전라남도 영광군 백수면)에 원불교 인재 양성을 위해 영산학원이 설립된다. 1950년 6월 30일, 6.25 전쟁 발발로 휴원하였고, 1952년 3월 1일에 다시 개원하였다.

### 1962년~1985년
1964년 3월 3일, 영산학원을 계승하여 영산선원으로 변모하였다. 1974년 3월 3일, 중등교육기관에 해당하는 영산고등공민학교를 부설하였다.

### 1985년~1991년
1985년 12월 10일, 원불교는 영산선원에 대하여 대학에 준하는 교육기관으로 인준하고, 원불교영산대학으로 교명을 변경하였다. 다만, 이는 교단 내에서 인준한 것으로, 대한민국 교육부 등에서 인준하는 고등교육기관(대학)은 아니다. 1987년 2월 28일, 부설영산고등공민학교를 이관하였다. 한편, 교단 내에서 대학을 정식 교육기관으로 인준하기 위한 노력을 시작한 결과, 학교법인 영산학원이 설립되었다.

### 1991년~1996년
1991년 12월 9일, 학교법인 영산학원 산하로 각종학교인 영산원불교학교로 변모하였다. 이듬해 2월 13일, 대한민국 교육부는 영산원불교학교를 대학 학력 인정 각종학교로 지정하였다. 1996년 12월 11일, 각종학교에서 정규 대학으로 개편되며 영산원불교대학교로 교명을 변경한다.

### 1996년~현재
2004년 10월 11일, 영산선학대학교로 교명을 변경하고 현재에 이르고 있다.

## 교육편제
영산선학대학교는 대학원 과정 없이 학부 단일 과정 대학이다. 단과대학 편제 없이 원불교학부 단일 학부를 편제하여 학사 학위 과정을 교육하고 있다.

## 캠퍼스 풍경
영산선학대학교는 전라남도 소재 사립 대학으로, 길용리에 캠퍼스가 소재한다. 장산로를 통해 캠퍼스 접근이 가능하며, 캠퍼스 중앙으로 성지로가 지나 동편과 서편을 구분한다. 캠퍼스 동편은 학생복지관, 서편으로 대학본관과 운동장 등이 위치한다. 
한편, 캠퍼스 동편의 북부 방면으로 원불교 영산성지가 위치한다.

## 같이 보기
- 대한민국의 교육